# Hodgesia lampangensis
Hodgesia lampangensis är en tvåvingeart som beskrevs av Thurman 1959. Hodgesia lampangensis ingår i släktet Hodgesia och familjen stickmyggor.
Artens utbredningsområde är Thailand. Inga underarter finns listade i Catalogue of Life.